# Forest (Belgien)
Forest (fransk navn) eller Vorst (hollandsk navn) er en af de 19 kommuner i Belgien som udgør hovedstadsregionen Bruxelles. Kommunen ligger i den sydvestlige del i regionen. Den grænser til Anderlecht og Saint-Gilles mod nord, Ixelles og Uccle mod øst, samt til Drogenbos i Flandern mod sydvest. Som alle kommuner i Bruxelles-regionen er den lovmæssigt tosproget (fransk-hollandsk).
Pr. 1. januar 2025 havde kommunen 58.675 indbyggere. Det samlede areal var 6,3 km2, og befolkningstætheden 9.325/km2.